# Pur (együttes)
| „             | …de remélem a reményre egy szív sem immunis. | ” |
| – PUR: Brüder |                                              |   |

A PUR együttes Németországban alakult meg 1981-ben a Crusade együttesből, először Opus néven. 1985-ben a hasonló nevű osztrák együttes sikere miatt a zenekar nevet változtatott. Ma az egyik legsikeresebb német együttes, emellett ismert jótékonysági akcióiról is.

## Történet

### Az együttes kialakulása
A bietigheimi gimnázium két diákja, Roland Bless és Ingo Reidl 1975-ben megalapították együttesüket Crusade néven. A következő évben Reidl tanítványa, Hartmut Engler egy meghallgatás után az együttes énekese lett. 1979-ben Jörg Weber ('Jo') lett a második gitáros, később basszusgitáros. Házassága után felvette felesége vezetéknevét, azóta Joe Crawford néven szerepel. 1980-ban Rudi Buttas lett az együttes gitárosa, ezzel összeállt a máig létező felállás.
Ezután mások dalai helyett saját számokat kezdtek írni, a német nyelvű szövegekben már megjelent Engler csípős stílusa, mellyel emberi és társadalmi problémákat feszeget. Első két lemezüket Opus néven, saját költségen készítették el, és 1990-ig (amikor az Intercord újra kiadta őket és felvette a hivatalos repertoárba) csak koncerteken árulták. 1985-ben a hasonló nevű osztrák együttes Live is life című kislemeze az év legnagyobb sikere lett Németországban, ezért az együttes nevet változtatott.

### Az első sikerek
Az együttes (immár PUR néven) 1986-ban megnyerte a Német Rock-díjat, és nekik ítélték a legígéretesebb zenekar díját is. Az 1987-ben felvett Hab mich wieder mal an dir betrunken pedig meghozta az első lemezszerődést az Intercord kiadóval. 1988-ban kiadták a Wie im Film c. lemezt, amelyen (a hasonló című dalban) feltűnt Kowalski: ő lett az együttes kultikus figurája, a tipikus német karikatúrája, aki ezután még öt lemezen jelent meg.
1989-ben elnyerték a lemezkritikusok díját is, Unendlich mehr c. lemezüket pedig egy szabadtéri fesztiválon olyan fellépők mellett mutatták be, mint Tina Turner és a Simple Minds. 1990-ben a Lena kislemez elsőként végzett az eladási listák élén, a következő album (Nichts ohne Grund) pedig részben Los Angeles-ben, neves zenészekkel készült el. 1991-ben Engler ezen kívül elnyerte a dalszövegírók díját a Mein Freund Rüdi c. dalszöveggel, amely egy Down-kóros barátjukról szól. A következő két turné hatalmas sikerrel zajlott, bár az 1994-es turné második koncertjén Engler eltörte a felkarját, és a koncerteket begipszelt karral énekelte végig. 1994-ben, 1995-ben és 1996-ban is elnyerték az Echo díjat.

### Teljes lendülettel
1996-os lemezük, az Abenteuerland egyből a lemezlisták élén kezdett. Az együttesnek ez az első platinalemeze, valamint kiérdemelte az Arany Kamera és a Bambi-díjat. A következő album első maxija, a Wenn du da bist is aranylemez lett, a Mächtig viel Theater album pedig szintén a listák élén kezdett. 1999-ben - bár az évet családjaiknak szentelték - egy kis zenei kirándulást tett az együttes: egy maxin megjelent két remix-válogatás a legsikeresebb számokból.
2000-ben az új album első kislemeze, az Adler sollen fliegen lett a németországi síugró-világbajnokság hivatalos szignálja. Ősszel megjelent a Mittendrin c. album is, amelyet egy negyven estés turné követett. Ekkor léptek fel először a csarnok közepén felállított kör alakú színpaddal.

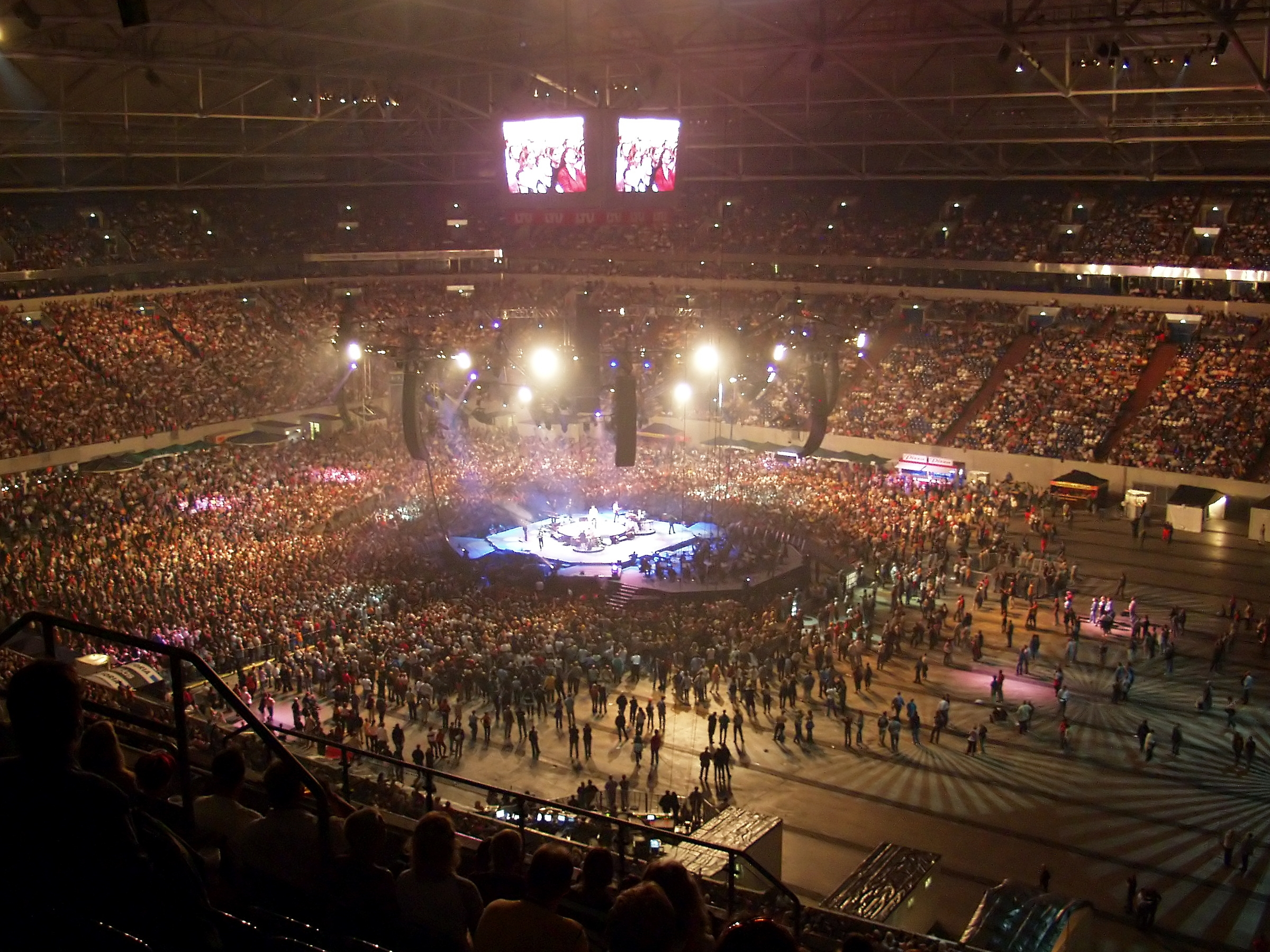
Pur Klassisch az AufSchalke Arenában

2001-ben az együttes húszéves fennállását egy különleges turnéval ünnepelte: kisebb városokban léptek fel, a koncertek programját pedig - az együttes honlapján keresztül - maguk a rajongók alakíthatták ki. A turné zárása az új gelsenkircheni AufSchalke Arena megnyitója volt, amelyen a PUR 100.000 néző előtt számos barát és zenésztárs körében lépett fel.
2002 ismét a pihenés éve volt, bár Rudi Völler szövetségi kapitány kérésére a zenekar elvállalta, hogy játszik a német válogatott búcsúztatásán a japán-koreai világbajnokságon. A következő album, a Was ist passiert? hangulatára rányomta bélyegét Engler válása és apjának halála. A lemez, és az Ich denk an dich maxi is megjelent DVD-formátumban, a zenekar pedig negyedszer is elnyerte a legsikeresebb német együttes díját.
2004-ben újra nagyszabású koncerteket adtak az AufSchalke Arenában, ezúttal szimfonikus hangszereléssel bemutatva régi slágereiket (Pur Klassisch).

### Könnyedebb évek
2005-ben ismét szünet következett, eközben megjelent Engler első szólóalbuma Just a singer címmel. 2006-ban aztán megjelent ezidáig utolsó stúdióalbumuk, Es ist wie es ist címmel, amelyet két turné is követett: a stadion-turnét 2007-ben egy szabadtéri koncertsorozattal folytatták. A turné zárása egy újabb Pur & friends koncert volt Gelsenkirchenben.
A 2009-ben megjelent Wünsche albumot is hosszabb turné követte, majd 2010-ben hosszabb pihenő után egy újabb koncertlemez felvételével hangolódtak rá a 2011-es jubileumra, amikor is az együttes 30 éves lesz.

## Tagok
Hartmut Engler (ének): Rajongóként került kapcsolatba a Crusade együttessel, amelyben zongoratanára, Ingo Reidl zenélt. Mikor megtudta, hogy a zenekar frontembert keres (hiszen nem nézett ki jól, hogy a dobos énekelt), elment a meghallgatásra, és beénekelte magát a csapatba. Szimpatikus megjelenése, őszintesége sokat lendítettek az együttesen. Szövegei könnyen érthetők, mégis sok érzelmet, tartalmat hordoznak. Ezt korán felismerte Peter Maffay énekes is, aki szintén sok szöveget íratott vele. Példaképei a Beatles és az Aerosmith voltak, illetve a jó barátjának számító David Hanselmann. Szabadidejében szívesen jár szaunába, sportolni és barátokkal vacsorázni. Végzettségét németből, angolból és politológiából szerezte.
Ingo Reidl (billentyű): 1975-ben alapította meg együttesét Roland Bless-szel, hogy példaképeik, a Genesis és a Beatles számait játsszák. Az első években hangszereléseket is készített Reinhard Mey számára. Sosem szeretett irányzatokat követni, számára a mainstream-hez tartozás jelenti azt, hogy az embereket érdekli, amit csinál. Igyekszik folyamatosan fejlődni, ám gyökereit nem hajlandó feladni. Hobbija az evés és a golf. Példaképe Oscar Peterson zongorista.
Joe Crawford/Jörg Weber (bass): Zenei tanulmányai alatt még fuvola volt a fő szakja, a PUR-hoz másodgitárosként került. Amikor később megürült a basszusgitáros helye, kihasználta az alkalmat. A zene azóta sem csak munka, ugyanúgy hobbinak tekinti, mint a motorozást. Számos más zenei projektben is részt vesz, többek közt Rudi Buttas R.U.D.Y.'S Journey nevű formációjában, vagy a stuttgarti Palladium Színház zenekarában. Előbbi projektben mutatkozott be először producerként is.
Rudi Buttas (gitár): Gitárosnak tanult, és a PUR előtt számos fiatal zenekarban szerezte meg a szükséges rutint. Ezen kívül a mai napig ad magánórákat is. 2001-ben elkészült első szólóalbuma, amelyet a négy kiváló énekessel felálló R.U.D.Y.'S Journey együttessel jegyez. Négy évvel később jelent meg második lemeze, az …on my side.
Roland Bless (dob, gitár, ének): Ingo Reidl mellett a Crusade másik alapítója. A dobolás mellett kezdetben énekes is volt, ezt később átadta Hartmut Englernek. A lassan PUR-rá váló együttesben aztán nem csak a zenélésből vette ki a részét, a Mächtig viel Theater album megjelenéséig az együttes producere is volt. Elektrotechnikusi végzettsége ellenére szabadidejében inkább humoristaként lép fel, illetve szívesen járja utcazenészként Spanyolországot, Franciaországot és Németországot.
Martin Ansel (manager, gitár, billentyű. 1993-tól), Cherry Gehring (billentyűk, vokál), David Hanselmann (ének. 1993-2004), Bernd Kleppin (ütősök. 1994-ig), Martin Stöck (dob. 1995-től)

## Diszkográfia

### Albumok
- Opus 1 (1981 - 'Opus' néven, 2002)
- Vorsicht, zerbrechlich! (1985 - 'Opus' néven, 2002)
- Pur (1987, 2002)
- Wie im Film (1988, 2002)
- Unendlich mehr (1989, 2002)
- Nichts ohne Grund (1991, 2002)
- Live (1992, 2002)
- Seiltänzertraum (1993, 2002)
- Abenteuerland (1996, 2002)
- Live, die zweite (1996, 2002)
- Mächtig viel Theater (1998, 2002)
- Mittendrin (2000)
- Hits Pur - 20 Jahre eine Band (2001)
- Pur & friends (2001)
- Was ist passiert? (2003)
- Pur Klassisch (2004)
- Es ist wie es ist (2007)
- Wünsche (2009)
- Live, die dritte - Akustisch (2010)

### Maxik
- Hab mich wieder mal an dir betrunken (1987.03)
- Funkelperlenaugen (1988.04)
- Viel zu lang zu gut gegangen (1988.11)
- Kowalski (1989.03)
- Wenn sie diesen Tango hört (1. kiadás, 1989)
- Brüder (1990.01)
- Freunde (1990.04)
- Prinzessin (1990.09)
- Wenn sie diesen Tango hört (2. kiadás, 1991.01)
- Lena (1991.06)
- An so 'nem Tag (1991.11)
- Lied für all die Vergessenen (1992.03)
- Drachen sollen fliegen (1992.07)
- Der Mann am Fenster (1992.12 - Reinhard Mey-nek ajánlva, 500 pld.)
- Hör gut zu (1993)
- Indianer (1993.09)
- Neue Brücken (1994.01)
- Sie sieht die Sonne (1994.06)
- In dich (1994.10)
- Ich lieb dich (1995.06)
- Abenteuerland (1995.09)
- Ein graues Haar (1996.02)
- Dass es dir Leid tut (1996.05)
- Geweint vor Glück (1996.10)
- Wenn du da bist (1997.11)
- Der Dumme (1998.02)
- Königin (1998.05)
- Endlich ich (1998.09)
- Party Hitmix (1999.01)
- Adler sollen fliegen (2000.01)
- Herzbeben (2000.08)
- Bei dir sein (2000.10)
- Immer noch da (2001.07)
- Ich denk an dich (2003.08)
- Was ist passiert? (2003.10)
- Duett (2003.12)
- Halt dich fest (2004.08)
- SOS (2006.03)
- Weil du bei mir bist (2006.08 - két változat)
- Streng dich an (2006.10)
- Es ist wie es ist (2007.07)
- Party Hitmix vol. 2 (2007. december 28.)
- Irgendwo (2009. augusztus 21.)
- Wiedersehen (2009. november 27.)

### Videók
- Seiltänzertraum (VHS, 1994)
- Live - das Video zur Abenteuerland Tour 1995/1996 (VHS, 1996)
- Abenteuerland - Live aus dem Rheinstadion (VHS/DVD, 1996, 2002)
- Chronik einer Band 1-2 (VHS, 1997)
- Mächtig viel Theater - Video zur Tour (VHS/DVD, 1998, 2002)
- Mittendrin und ganz viel drumherum (VHS/DVD, 2000)
- Pur & friends (VHS/DVD, 2001)
- Live Seiltänzertraum Tour 1993/94(DVD, 2002)
- Ich denk an dich (DVD-single, 2003)
- Das ist passiert (DVD, 2003)
- Pur Klassisch (DVD, 2004)
- Es ist wie es ist: Die live-DVD (DVD, 2006)
- Pur & friends auf Schalke 2007 (DVD, 2007)

## Díjak és elismerések

### Díjak
- Német Rock-díj (1986)
- Arany Európa-díj ifjúsági kategória (1988)
- Német lemezkritikusok díja (1989)
- Fred-Jay-díj Hartmut Englernek a Mein Freund Rüdi szövegéért (1991)
- Arany hangvilla (1994, 1995)
- Arany Oroszlán az RTL-től (1994)
- Echo (1995, 1996, 2001, 2004)
- Arany hangvilla: Platina fokozat (1996)
- Arany Kamera (1996)
- Bambi-díj (1996)
- DVD Champion Award a Mittendrin… DVD-ért (2001)
- HELIX-díj a 'Besser Hören' fórumtól (2007)

### Eladási sikerek
| Év   | Album                         | Elismerés       | Megjegyzés                                                                              |
| ---- | ----------------------------- | --------------- | --------------------------------------------------------------------------------------- |
| 1992 | Live                          |                 | 7. hely az eladási listákon                                                             |
| 1993 | Seiltänzertraum               | 3x platinalemez | 2. hely az eladási listákon                                                             |
| 1996 | Abenteuerland                 | 4x platinalemez | A megjelenés hetében 1. hely az eladási listákon, 53% részesedés a teljes zenei piacon. |
| 1996 | Live - die zweite             | 2x platinalemez | 1. hely az eladási listákon                                                             |
| 1996 | Live - die zweite (videó)     | aranylemez      |                                                                                         |
| 1997 | Wenn du da bist (maxi)        | aranylemez      |                                                                                         |
| 1998 | Mächtig viel Theater          | 2x platinalemez | A megjelenés hetében 1. hely az eladási listákon                                        |
| 2000 | Mittendrin                    | 2x platinalemez | 1. hely az eladási listákon                                                             |
| 2001 | Hits Pur - 20 Jahre eine Band |                 | A megjelenés hetében 1. hely az eladási listákon, amelyet még 5 hétig vezet             |
| 2003 | Was ist passiert?             |                 | 1. hely az eladási listákon                                                             |
| 2004 | Pur klassisch                 |                 | 2. hely az eladási listákon                                                             |
| 2006 | Es ist wie es ist             |                 | 1. hely az eladási listákon                                                             |